# Hotel Königshof (Bonn)

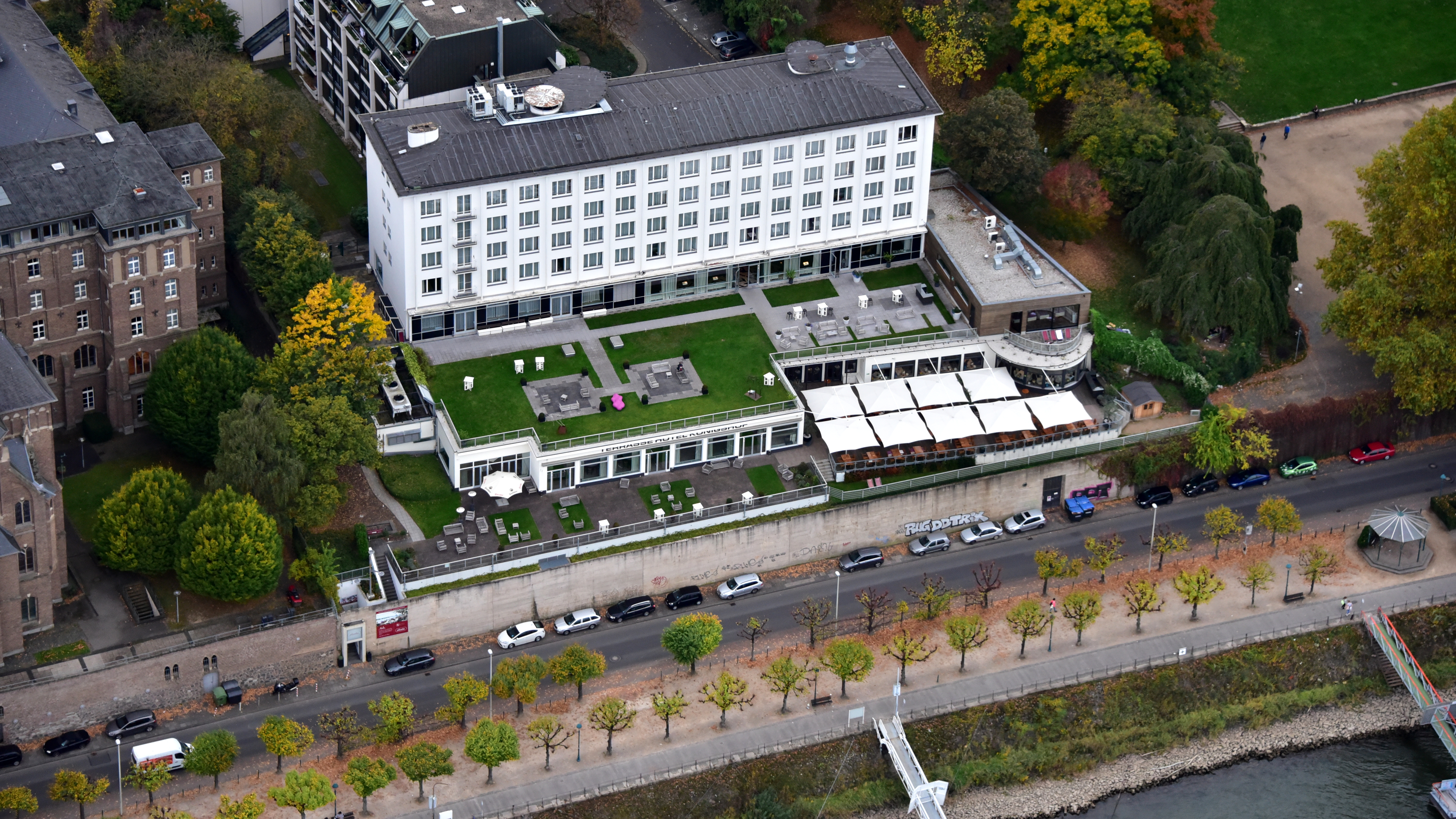
Hotel Königshof, Luftaufnahme (2017)

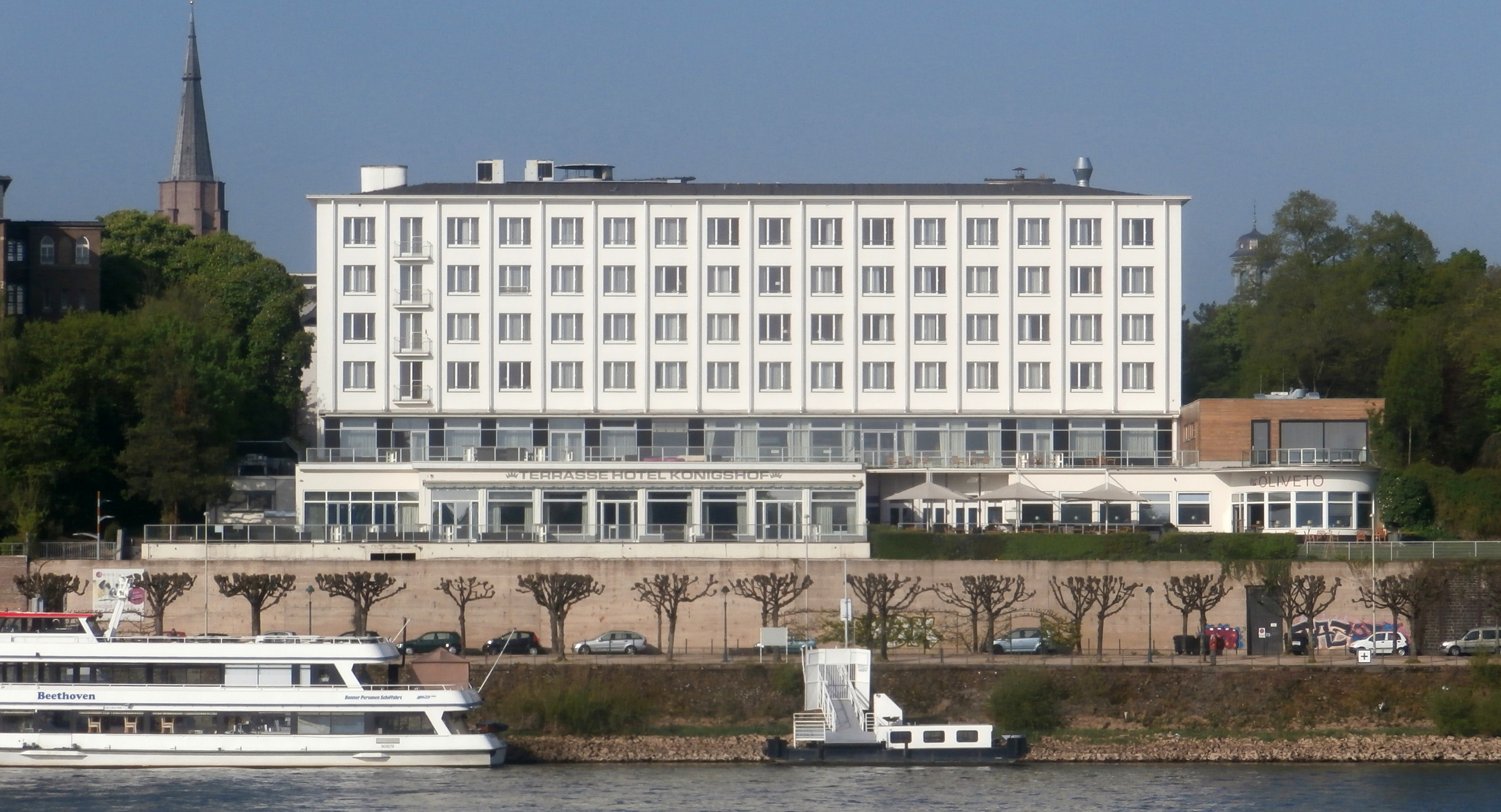
Hotel Königshof (2014)

Das Hotel Königshof ist ein im 19. Jahrhundert gegründetes Hotel am Bonner Rheinufer, das in der Zeit des Deutschen Kaiserreiches überwiegend von den studierenden Söhnen deutscher Fürsten- und Königshäuser besucht wurde. In den 1950er bis 1970er Jahren war es ein gesellschaftlicher Mittelpunkt der politischen Bundeshauptstadt Bonn.

## Lage
Das Hotel liegt an der Adenauerallee 9 (Bundesstraße 9) in Rheinuferlage und in unmittelbarer Nähe des Hofgartens am Alten Zoll.

## Geschichte

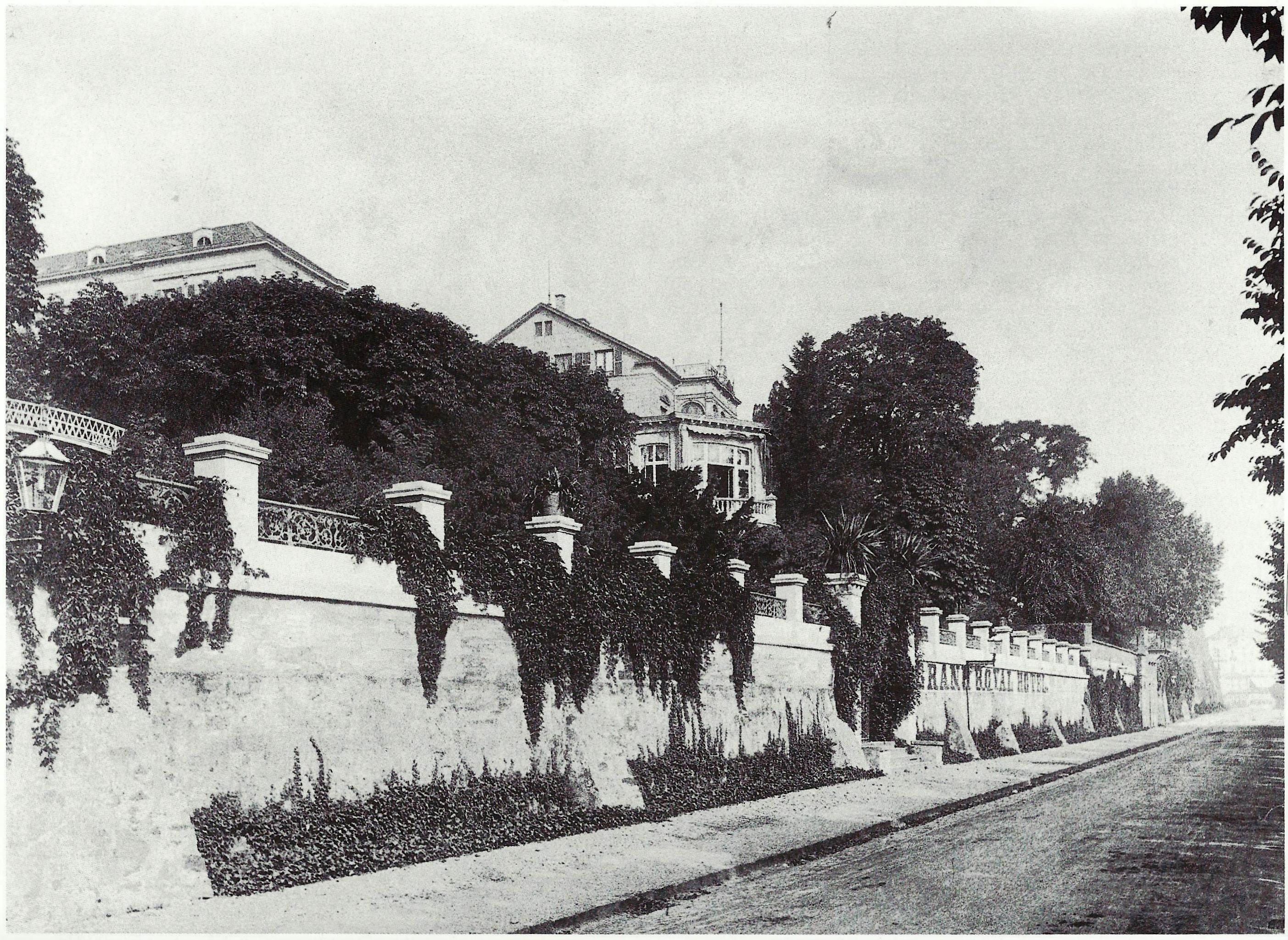
Rheinfront des Grand Hôtels Royal (Ende des 19. Jahrhunderts)

Nach 1815 gehörte das Territorium des ehemaligen Kurfürstentums Köln zur preußischen Rheinprovinz. Die leerstehenden Bonner Residenzschlösser des Kurfürsten Clemens August übernahm die neu gegründete Rheinische Friedrich-Wilhelms-Universität Bonn. Bald war die neue „aufgeklärte“ Bonner Universität die bevorzugte Hochschule in Deutschland. Hier studierten Friedrich Nietzsche, Karl Marx, Heinrich Heine, Emanuel Geibel, Hoffmann von Fallersleben, Max Bruch und Konrad Adenauer, vor allem aber auch der Hochadel: Prinz Albert von Sachsen-Coburg-Gotha (der spätere Prinzgemahl der britischen Königin Victoria), Prinz Friedrich Wilhelm von Preußen (der spätere Kaiser Friedrich III.) und der spätere Kaiser Wilhelm II. studierten in Bonn.
Das damals noch „Grand Hôtel Royal“ genannte Hotel mit seinen Aussichtsterrassen am Rheinufer war zunächst in dem auf die erste Hälfte des 19. Jahrhunderts zurückgehenden Saalbau des Gastwirts Ermekeil beheimatet. Aus dieser Familie stammte auch der erste Besitzer und Direktor des Hotels, Andreas Ermekeil (1826–1895). Es entwickelte sich zum Treffpunkt der regierenden Fürstenhäuser Deutschlands – meist, um die studierenden Söhne zu besuchen. 1872 wurde ein Neubau des Hotels errichtet, dessen Bauherr war die neu gegründete Grand Hôtel Royal AG mit 750.000 Mark Aktienkapital. Um 1900 fusionierte die Aktiengesellschaft mit der Betreibergesellschaft des Kölner Dom-Hotels. Das Bonner Haus änderte seinen frankophilen, internationales Flair andeutenden Namen in Hotel Königshof  – die Aktiengesellschaft behielt jedoch die alte Firma Grand Hôtel Royal bis nach 1945 bei. Mit dem Ersten Weltkrieg und dem Ende des Kaiserreichs (1918) blieben ein Großteil der ausländischen Gäste und der Adel aus. Auch die Zeit der Hyperinflation (bis 1923), in der die Nachfrage nach Luxushotels sank, brachte das Hotel in finanzielle Schwierigkeiten. In den Jahren 1922 und 1923 baute der im Hotelbau erfahrene Berliner Architekt Otto Rehnig die beiden Flügel des Hotels in nicht näher erläuterter Weise um. Spätestens Mitte der 1920er Jahre war anscheinend die Stadt Bonn größter Aktionär der Hotelgesellschaft, der jeweilige Bonner Oberbürgermeister war Vorsitzender des Aufsichtsrats.
Nach Beginn des Zweiten Weltkriegs diente das Hotel als Lazarett, am 18. Oktober 1944 wurde es im alliierten Luftkrieg bei dem verheerendsten der Bombenangriffe auf Bonn stark beschädigt. Nach Kriegsende bestand das Hotel daher nur noch mit einer deutlich verminderten Kapazität, galt aber weiterhin als renommierteste Einrichtung der Stadt. Einige Jahre lang wurde zusätzlich zum Hauptgebäude die Villa Koblenzer Straße 7 genutzt.
Anlässlich der erstmaligen Tagung des Parlamentarischen Rats in Bonn am 1. September 1948, der das Grundgesetz für die Bundesrepublik Deutschland ausarbeitete, wurde das Hotel Königshof vollständig zur Unterbringung und Verpflegung der Ministerpräsidenten der deutschen Länder geräumt. Zu diesem Zweck erhielt es vom Ernährungsamt Sonderzuweisungen an Lebensmitteln. Für Konrad Adenauer, den Präsidenten des Rats und späteren ersten Bundeskanzler, stand im Königshof ständig ein Zimmer zur Verfügung.:73 Im Zuge der Gründung der Bundesrepublik fanden auch Feierlichkeiten zur Konstituierung von Bundestag und Bundesrat am 7. September 1949:69 sowie das Mittagessen des ersten Staatsbesuchs bei der Bundesregierung durch den US-amerikanischen Außenminister Dean Acheson am 13. November 1949 in dem Hotel statt.:228:167 Von Juni 1950 bis Anfang 1951 war es Amts- und Wohnsitz des Leiters der österreichischen Verbindungsstelle (Josef Schöner) und 1952/1953 des Gesandten von Panama in der Bundesrepublik Deutschland.

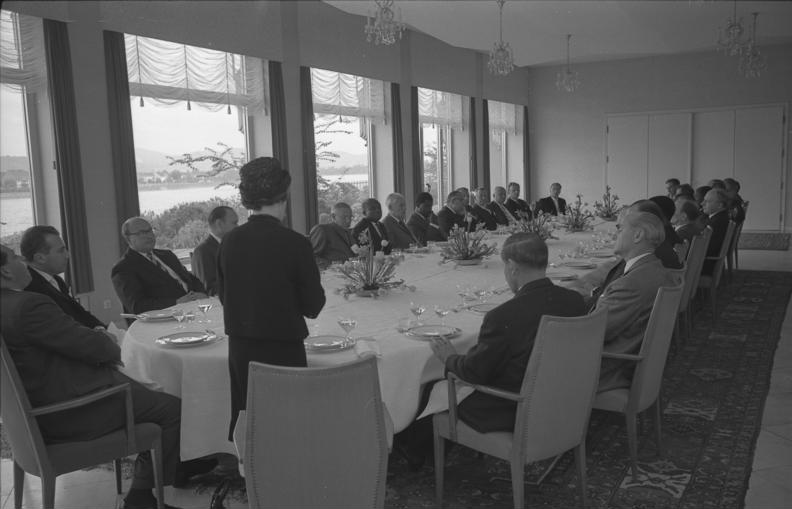
Empfang für den Außenminister von Gabun im Hotel Königshof (1962)

Nachdem Bonn zum Regierungssitz der Bundesrepublik bestimmt worden war, benötigte die Stadt einen Ort, um Staatsgäste unterzubringen. 1954 wurde am alten Platz des Hotels auf dem Grundstück der kriegszerstörten Villa Obernier (später städtisches Museum) mit einem schlichten Neubau nach einem Entwurf des Architekten Rudolf Wolters begonnen, der bis zur Neueröffnung des Hotels anlässlich des Besuchs des italienischen Ministerpräsidenten Antonio Segni vom 6. bis 9. Februar 1956 abgeschlossen war. Mitfinanziert wurde der Bau von der Bundesrepublik Deutschland, die zur Gesamtfinanzierung eine Bürgschaft bewilligte, da die Repräsentationsaufgaben der Bundesregierung auf die Dauer ohne ein Hotel von internationalem Rang nicht durchzuführen seien. Das neue Hotel war nunmehr neben dem Gästehaus Petersberg eine bevorzugte Herberge für Staatsgäste. Es übernachteten im Königshof der Schah von Persien, Königin Elisabeth II. sowie die US-Präsidenten John F. Kennedy, Richard Nixon und Ronald Reagan. Der Königshof wurde außerdem weiterhin für Empfänge, Festakte und Konferenzen der Bundesregierung genutzt. Im März 1957 nahm nach Aufnahme diplomatischer Beziehungen zwischen Saudi-Arabien und der Bundesrepublik Deutschland der saudi-arabische Gesandte seine Amtsgeschäfte im Hotel Königshof auf, Anfang der 1960er-Jahre war es Residenz des Botschafters von Peru. Noch bis 1971 richtete es die Staatsessen und Veranstaltungen des Bundeskanzleramts aus. Von Juni 1981 bis Oktober 1983 wurde ein Um- und Erweiterungsbau am Hotel Königshof durchgeführt.
2002 übernahm die Kölner Hotelgesellschaft Althoff Hotels den „Königshof“ und sanierte das Haus für drei Millionen Euro. Dafür schloss die Althoff-Gruppe einen 20-Jahres-Vertrag mit dem Besitzer, dem Deutschen Sparkassen- und Giroverband. Geführt wird das Haus von der Ameron-Gruppe.

## Architektur
Der schmucklose, langgestreckte Bau mit flachem Walmdach ist im typischen Stil der 1950er Jahre erbaut worden. Die Zimmer verteilen sich auf die vier Etagen. Im Erdgeschoss befindet sich zur Rheinseite hin eine große Terrasse, der Bau ist auf dieser Seite komplett verglast. Im Keller, der zum Rhein hin ebenerdig verläuft, wurde eine Gartenterrasse erbaut, die zum Restaurant Oliveto und einem Café gehört. Die 16 Fensterachsen der Rückseite des Gebäudes sind durch schmale Lisenen getrennt. Die Fensterachsen der Vorderseite mit quadratischen Fenstern sind durch einen wuchtigen Anbau unterbrochen. Das Erdgeschoss wurde hier leicht zurückgezogen, sodass die Obergeschosse wie aufgepfropft wirken. Der Eingang ist durch ein ausladendes Vordach vor Witterungseinflüssen geschützt.
Vor dem Eingang des Hotels steht die 1982/83 vom Bildhauer Richard Heß geschaffene und am 25. Mai 1983 aufgestellte Skulptur Gäste im Hotel (Begegnung), die ein Hotelzimmer darstellen soll. Einem zweigeteilten quadratischen Sockel aus Beton sind eine überlebensgroße unbekleidete weibliche Figur in Bronze und eine diese Figur spiegelnde sowie außerdem eine männliche Gestalt ohne Kopf darstellende Reliefplatte aufgesetzt, die von einem ebenfalls quadratischen Gestänge umrahmt werden. Der Anstrich des Sockels wurde mehrfach in Übereinstimmung mit dem Eingangsbereich des Hotels geändert, zuletzt 2011.

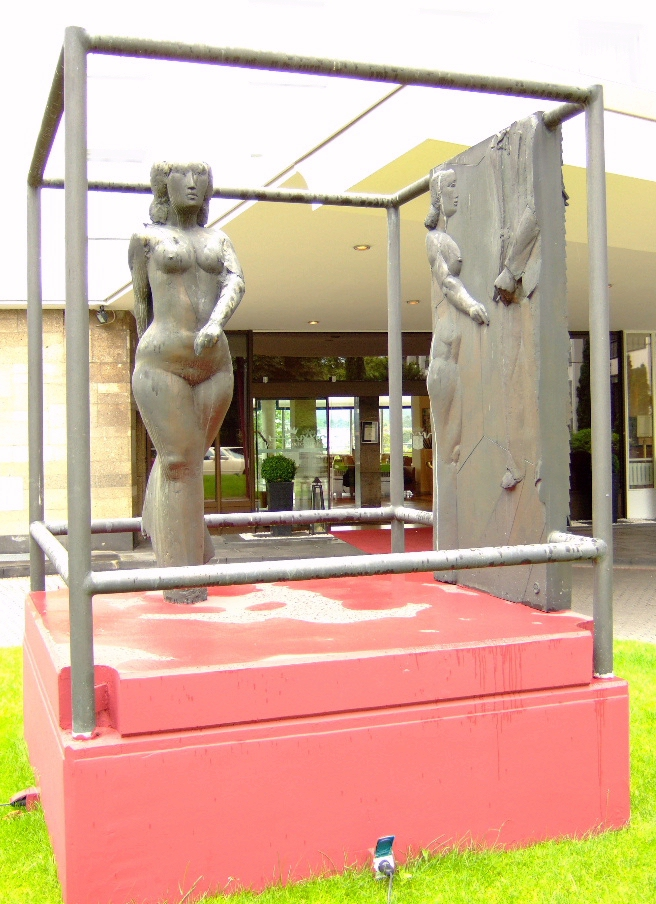
Skulptur Gäste im Hotel (2007)
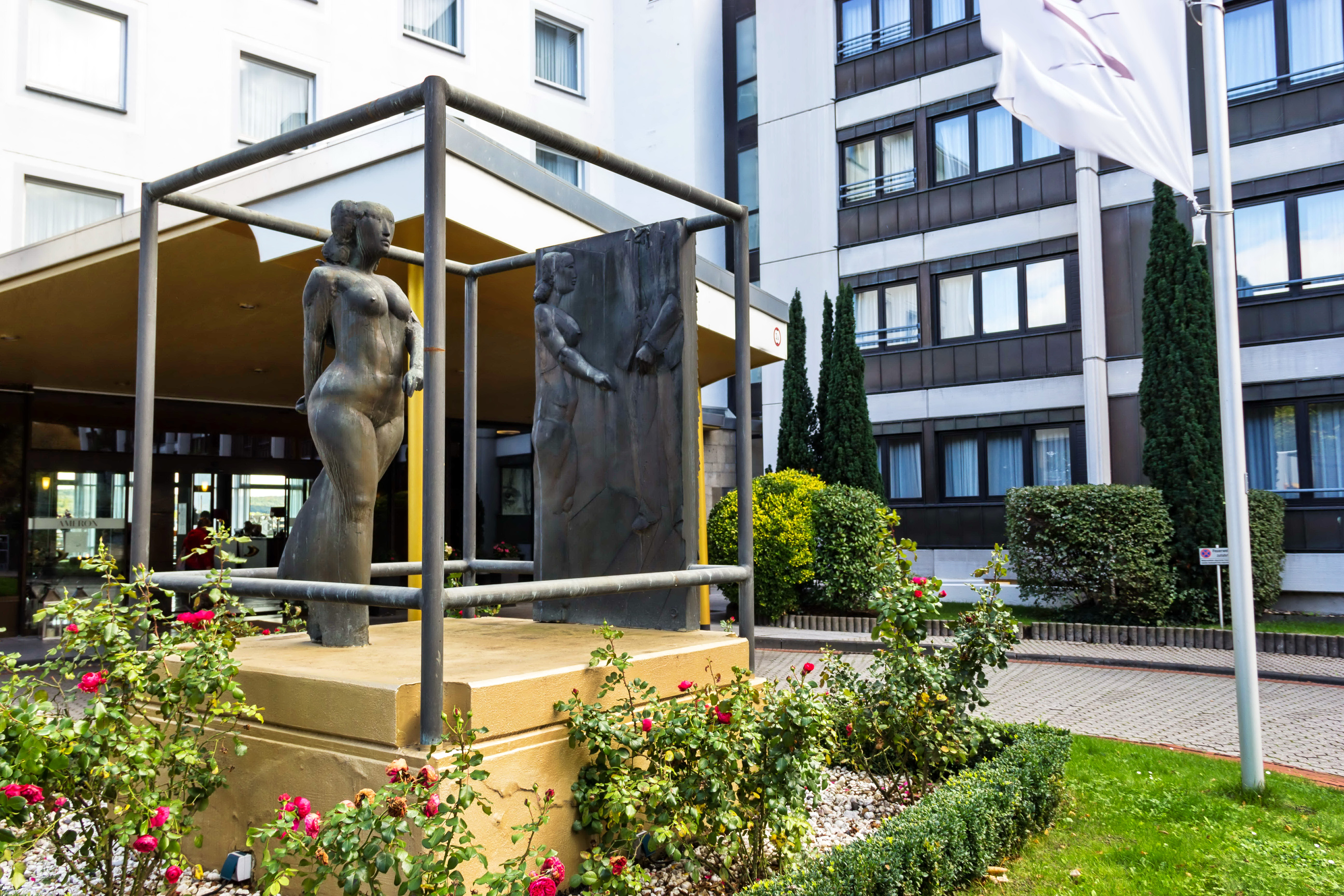
Skulptur Gäste im Hotel (2019)